# 金昭映
金 昭映（キム・ソヨン、朝: 김소영、1992年7月9日 - ）は、韓国の女子バドミントン選手。2020年東京オリンピック女子ダブルス銅メダリスト。仁川国際空港所属。

## 経歴
コン・ヒヨンとダブルスを組む。2021年、2020年東京オリンピックに出場し、韓国同士の3位決定戦を制し銅メダルを獲得した。12月の世界選手権で銅メダルを獲得した。
2022年、世界選手権で銀メダルを獲得した。